# Дніпро (магнітофон)

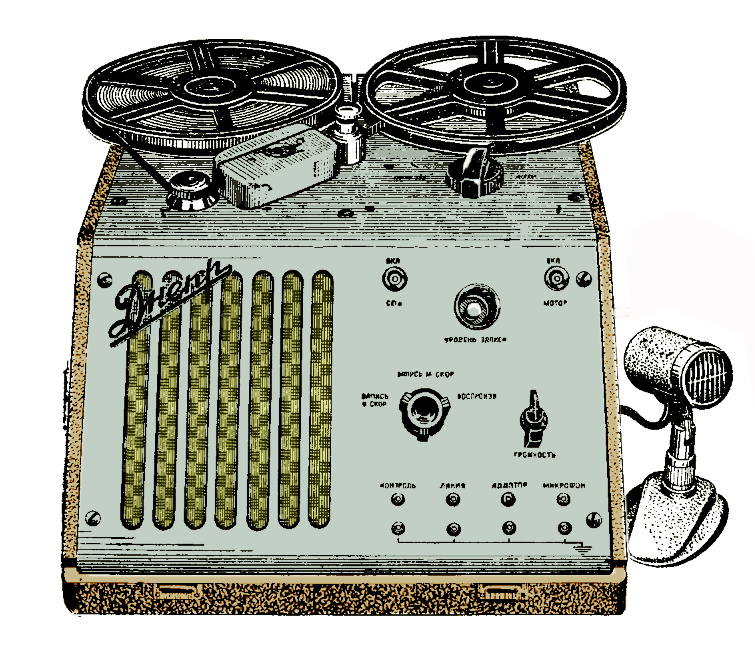
«Днепр» перший в СРСР серійний побутовий магнітофон, 1949 рік

«Дніпро» рос. Днепр — марка радянських котушкових лампових магнітофонів, що випускались Київським заводом радіоапаратури (Київський завод «Маяк»), роки виробництва з 1949 до початку 1970-х.
«Днепр» (1949 рік) був першим в СРСР серійним побутовим магнітофоном. З 1960 року, магнітофони маркувались українською мовою «Дніпро» (модель «Дніпро-11»).

## Загальні відомості
Після закінчення Другої світової війни заводи AEG-Telefunken що виробляли магнітофони, виявились в зоні радянської окупації. Обладнання та технології підприємств було вивезено в СРСР в рахунок репарації. Також були інтерновані  фахівці галузі радіотехніки. Отримані технології та знання стали поштовхом для налагодження виробництва магнітної звукозаписувальної техніки в СРСР, зокрема в Києві.
В 1949 році Київський музкомбінат (в майбутньому Київський завод «Маяк») почав серійне виробництво першого в СРСР побутового магнітофону «Днепр».

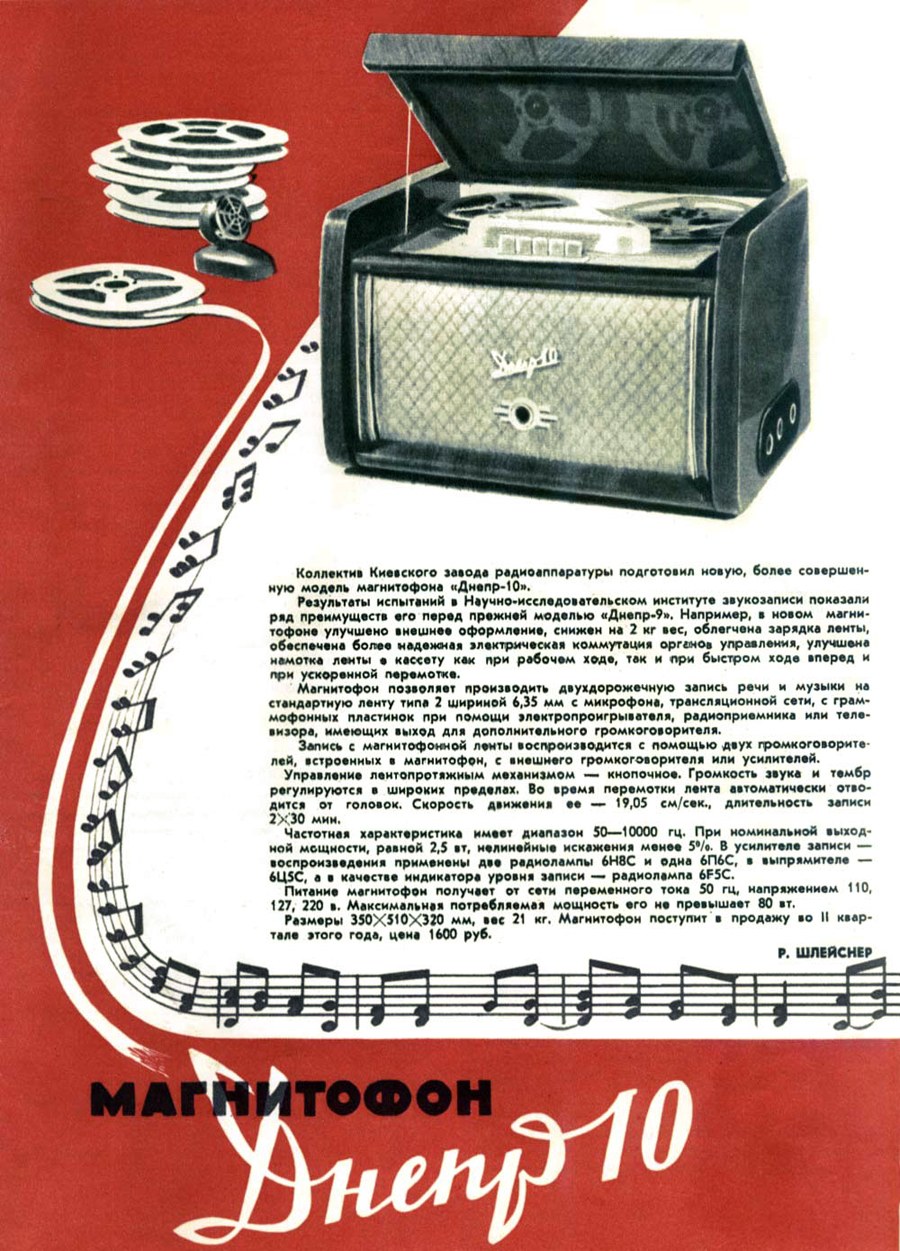
Магнітофон «Днепр-10» 1958 рік

Протягом майже 20-ти років вироблялись наступні моделі:
- Днепр (1949 р.)
- Днепр-1 (1951 р., обмежена к-сть)
- Днепр-2 (1952 р., обмежена к-сть)
- Днепр-3 (1952 р.)
- Днепр-4 (1954р. обмежена к-сть)
- Днепр-5 (1955 р.)
- Днепр-8 (1954р.репортерський з ЛПП від патефона)
- Днепр-9 (1956 р., перший у СРСР двохдоріжковий магнітофон)
- Днепр-10 (1956 р.)
- Дніпро-11 (1960 р.)
- Дніпро-11М (1962 р.)
- Дніпро-12Н (1966 р.)
- Дніпро-12М (1967 р.)
- Дніпро-12П (переносний, обмежена партія 1967 р.)
- Дніпро-14А (1967 р.)

## Магнітофони серії «Дніпро»

#### «Днепр»
Модель «Днепр» був першим в СРСР серійним побутовим магнітофоном, виробництво почалось 1949 році.
Стаціонарний настільний ламповий однодоріжковий магнітофон, працює з стрічкою шириною 6,25 мм, довжиною 500 м. Протяжний механізм з одним асинхронним електромотором забезпечує дві швидкості руху стрічки — 18 і 46,5 см /с.. Перемотка стрічки на сердечник передбачена тільки вперед. Час безперервного запису / відтворення — 45 і 20 хвилин відповідно. Частотний діапазон при більшій швидкості — 90 … 7000 Гц, вихідна потужність — 3 Вт. Магнітофон переносний, габарити 510 × 390×245 мм, маса 29 кг.
Магнітофон мав низку недоліків: нерівномірність руху стрічки через неточне виготовлення механічних деталей, високий рівень акустичного та електричного шуму, перегрів двигуна та інше.
В незначній кількості вироблялись допрацьовані моделі «Днепр-1», «Днепр-2». Перші магнітофони «Днепр» в роздрібну торгівлю майже не поступали, а реалізувались для клубів, закладів культури тощо.

#### «Днепр-3»
Настільний однодоріжковий, одношвидкісний магнітофон, виробництво почалось з 1952 року. «Днепр-3» виконано в дерев'яному копусі з верхньою кришкою.
Швидкість стрічки, на відміну від першої моделі, стандартна — 19,05 см / с. Протяжний механізм з одним двигуном, передбачено перемотування стрічки на сердечник назад.
Час запису / відтворення на стрічці 500 м — 44 хв.. Робочий діапазон частот — 100 … 5000 Гц, номінальна вихідна потужність — 3 Вт, габарити 518 × 315 × 330 мм, маса 28 кг.

#### «Днепр-5»

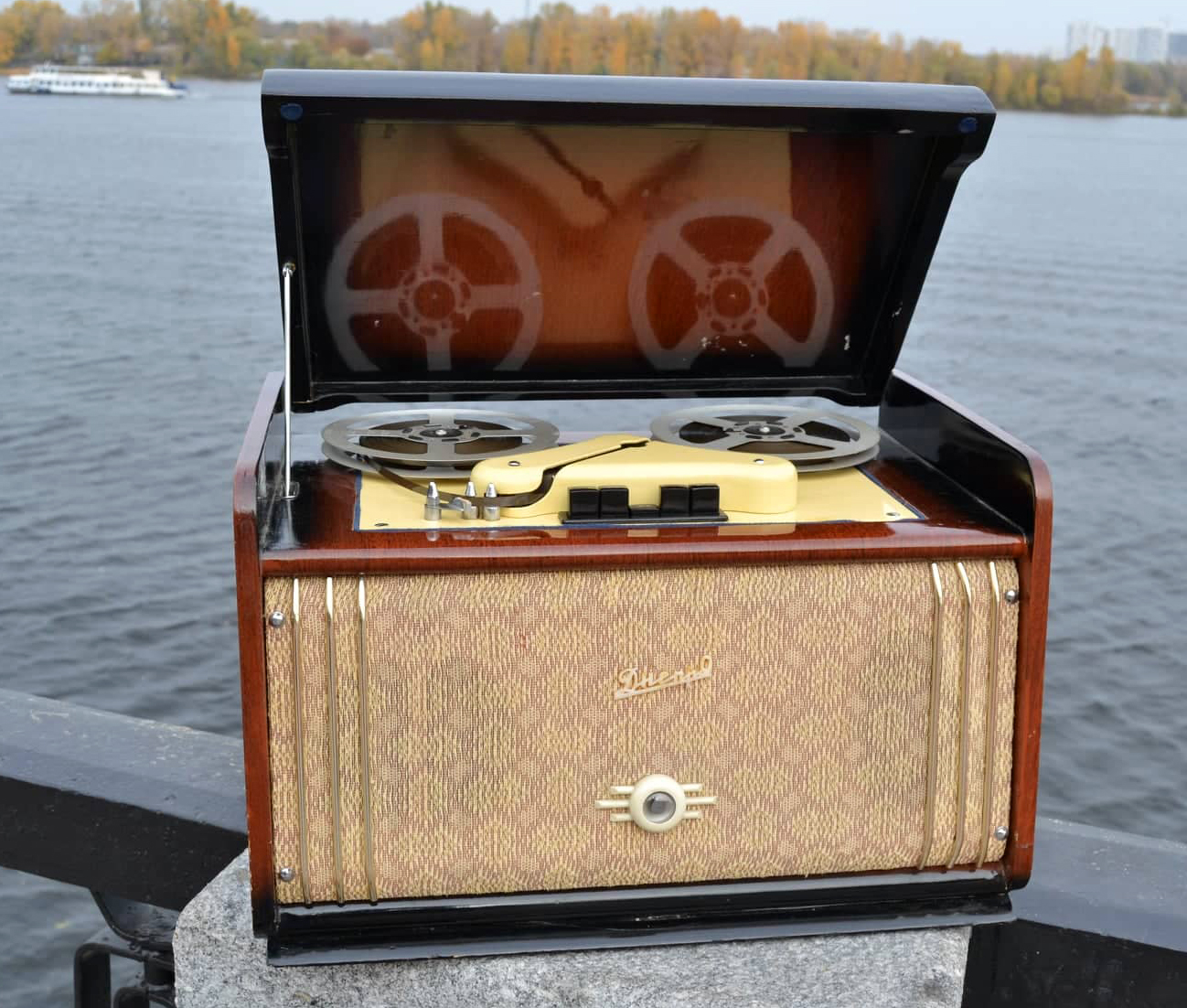
Магнітофон «Днепр-9», 1956 рік

Модель 1955 року. Характеристики в основному такі, як у «Днепр-3». Перероблена електрична частина, модернізована кінематика протяжного механізму, використовується стрічка на котушках. Управління протяжним механізмом — клавішне.

#### «Днепр-9»
Перший в СРСР магнітофон з дводоріжковим записом на котушковій стрічці, початок виробництва 1956 рік. Конструктивно це модернізований «Днепр-5».
Швидкість стрічки 19,05 см / с, частотний діапазон 50 … 8000 Гц на найякіснішій стрічці того часу — «тип 2» або СН виробництва НДР. При використанні котушок № 18 (350 м стрічки) тривалість запису на одній доріжці — 30 хв. Номінальна вихідна потужність 2,5 Вт, габарити 510 × 350 × 320 мм, маса 28 кг.
Вироблялась вдосконалена модель «Днепр-10» (1958 р.). Зовнішній вигляд не змінено, покращено частотний діапазон 50 … 10000 Гц.

#### «Дніпро-11»

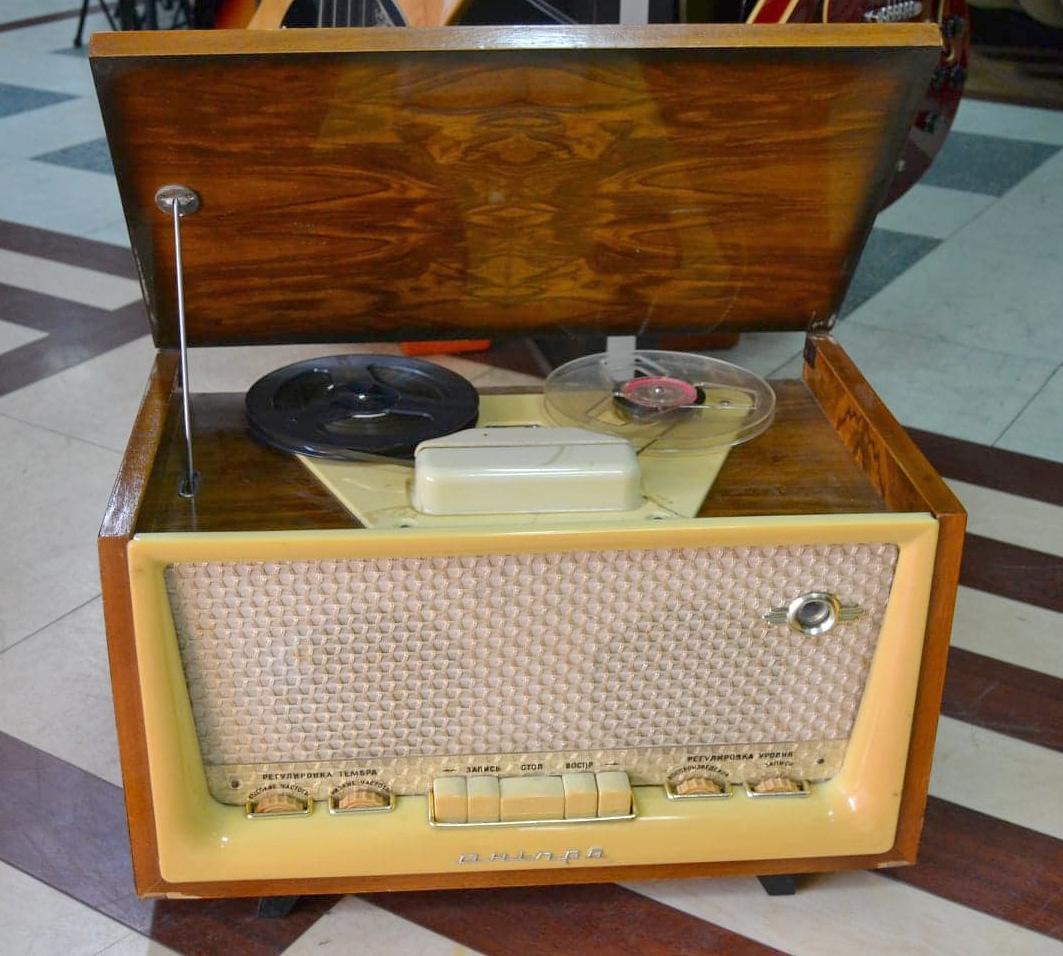
Магнітофон «Дніпро-11» 1960 рік

Модель 1960 року, магнітофони починають маркувати українською мовою «Дніпро».
Подальша модифікація моделі «Днепр-10». Змінено зовнішнє оформлення, клавіші управління перенесені з верхньої панелі на полицю внизу, під гучномовці.
Замість асинхронного двигуна застосовується синхронний, замість цокольних ламп — пальчикові.
Вихідний каскад підсилювача виконано по двотактній схемі (у всіх попередніх — по однотактній), що забезпечило більшу якість відтворення звуку. Встановлено чотири гучномовці.
Дві швидкості стрічки — 19,05 і 9,53 см / с., габарити 550 × 330 × 330 мм, маса 24 кг.
З 1962 року випускається дещо змінена модель «Дніпро-11М», яка була дуже популярна та вироблялась у великій кількості.

#### «Дніпро-12»
Принципово нова модель з протяжним механізмом оснащеним трьома електродвигунами. Повністю оновлено дизайн корпусу.
Спочатку магнітофон іменувався як «Дніпро-12», але на його базі створювалася переносна модель «Дніпро-12П» і щоб уникнути плутанини, в назву було додано літеру «Н».

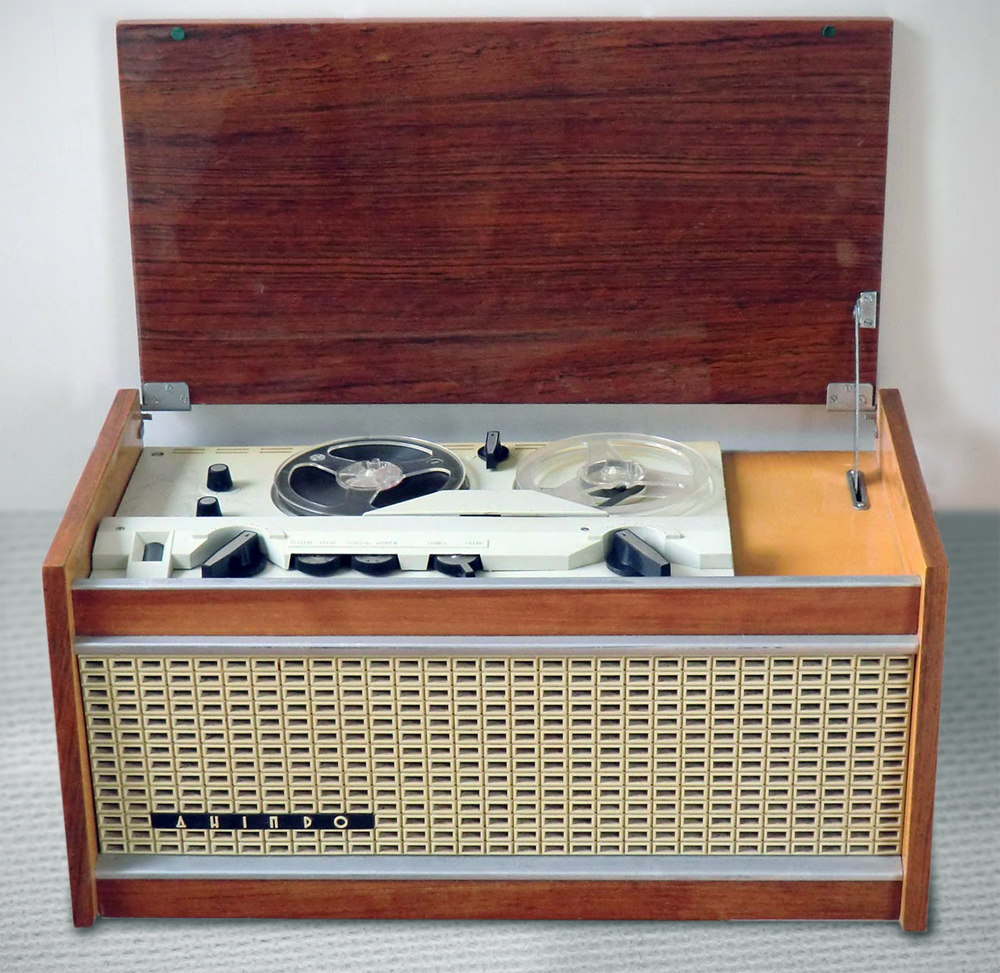
«Дніпро-14А» остання модель лампових магнітофонів заводу «Маяк», 1967 рік

Вироблялись модифікації «Дніпро-12Н» (1966 р.), «Дніпро-12М» (1967 р.), також була пробна модель в переносному варіанті (серійно не випускалась) «Дніпро-12П», (1967 р.).
Схема магнітофона зібрана на сімох пальчикових лампах з використанням монтажу друкованих платах.
Дві швидкості стрічки — 9,53 і 4,76 см / с, застосовуються котушки № 15, що містять 250 м стрічки.
Діапазон частот на швидкості 9,53 см / с 60 … 10000 Гц, вихідна потужність — 3 Вт, габарити настільного — 620 × 340 × 280 мм, маса 22 кг.
Ціна магнітофона в 1966 році складала 145 крб.

#### «Дніпро-14А»
Створений на базі моделі «Дніпро-12Н» в 1967 році.
Передбачена можливість накладання записів, в керуванні протяжного механізму застосовані електромагніти, введена кнопка «пауза» з можливістю дистанційного керування, перемикач входів. Габарити 620 × 320 × 305 мм, маса 25 кг.
Ціна в 1968 році складала 170 крб.
«Дніпро-14А» остання модель лампових магнітофонів заводу «Маяк». На заміну почато виробництво транзисторного магнітофону «Маяк-201».